# ŠK Futura Humenné
ŠK Futura Humenné is een Slowaakse voetbalclub uit Humenné.
De club werd in 1908 opgericht en speelde in de jaren zeventig in de derde klasse, door een herstructurering promoveerde de club in 1977 naar de tweede klasse en verbleef daar vijftien jaar zonder ook maar één keer kans te maken op promotie.
Na het seizoen 1992/93 en de splitsing van Tsjechoslowakije was de club medeoprichter van de Slowaakse hoogste klasse (Corgon Liga). De eerste seizoenen vocht de club tegen degradatie. In 1996 werd het grootste clubsucces behaald, de Slowaakse beker. Spartak Trnava werd met 2-1 verslagen en in de competitie werd de zevende plaats behaald. Na enkele middelmatige plaatsen degradeerde de club in 2000 omdat de competitie van zestien clubs werd teruggebracht naar tien.
In 2003/04 degradeerde ŠK Futura Humenné verder naar de derde klasse, maar kon het na één seizoen terugkeren naar de tweede klasse waar de club tot 2009 speelde.

## Erelijst
- Slowaakse beker

1996

## Naamsveranderingen
- 1908 — Opgericht als Homonnai Atlétikai Club
- 1945 — HAC Humenné
- 1948 — Sokol Humenné
- 1949 — HAC Humenné
- 1951 — HAC CSZZ Humenné
- 1952 — CSZZ Humenné
- 1953 — DSO Tatran Humenné
- 1959 — Fusie met Lokomotive Humené & Chemko Humenné
- 1967 — TJ Chemko Humenné
- 1968 — TJ LCHZZ Humenné
- 1973 — TJ Chemlon Humenné
- 1991 — FC Chemlon Humenné
- 1997 — HFC Humenné
- 2000 — 1. HFC Hummenné
- 2012 − ŠK Futura Humenné

## Eindklasseringen
| Seizoen   | №  | Clubs | Divisie     | Duels | Winst | Gelijk | Verlies | Doelsaldo | Punten |
| --------- | -- | ----- | ----------- | ----- | ----- | ------ | ------- | --------- | ------ |
| 1993–1994 | 10 | 12    | Corgoň Liga | 32    | 7     | 13     | 12      | 31–43     | 27     |
| 1994–1995 | 11 | 12    | Corgoň Liga | 32    | 8     | 8      | 16      | 32–57     | 32     |

## Hummené in Europa
Uitslagen vanuit gezichtspunt ŠK Futura Humenné
| Seizoen | Competitie   | Ronde | Land                 | Club             | Totaalscore | 1e W    | 2e W    | PUC |
| ------- | ------------ | ----- | -------------------- | ---------------- | ----------- | ------- | ------- | --- |
| 1996/97 | Europacup II | Q     | Vlag van Albanië     | Flamurtari Vlorë | 3-0         | 1-0 (T) | 2-0 (U) | 4.0 |
|         |              | 1R    | Vlag van Griekenland | AEK Athene       | 1-3         | 0-1 (U) | 1-2 (T) | 4.0 |

Totaal aantal punten voor UEFA coëfficiënten: 4.0

## Bekende (oud-)spelers
- Marián Čisovšký
- Pavol Diňa
- Peter Dzúrik
- Vladislav Zvara